# Premier voyage de James Cook

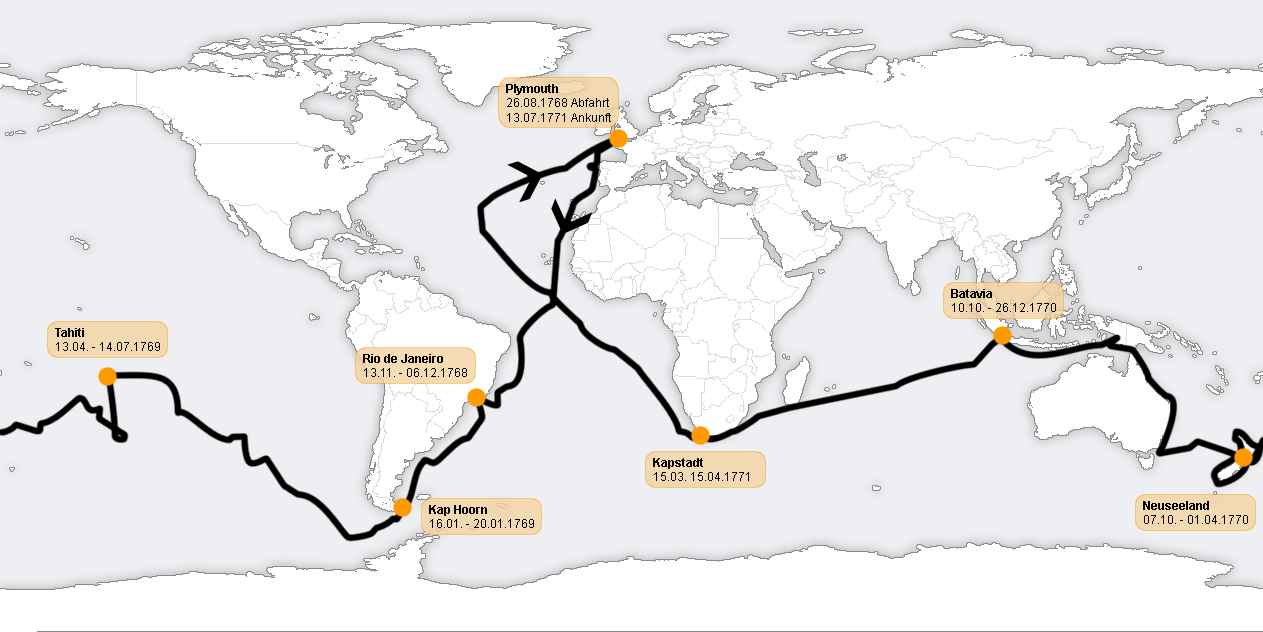
Vue générale du premier voyage, 1768-1771.

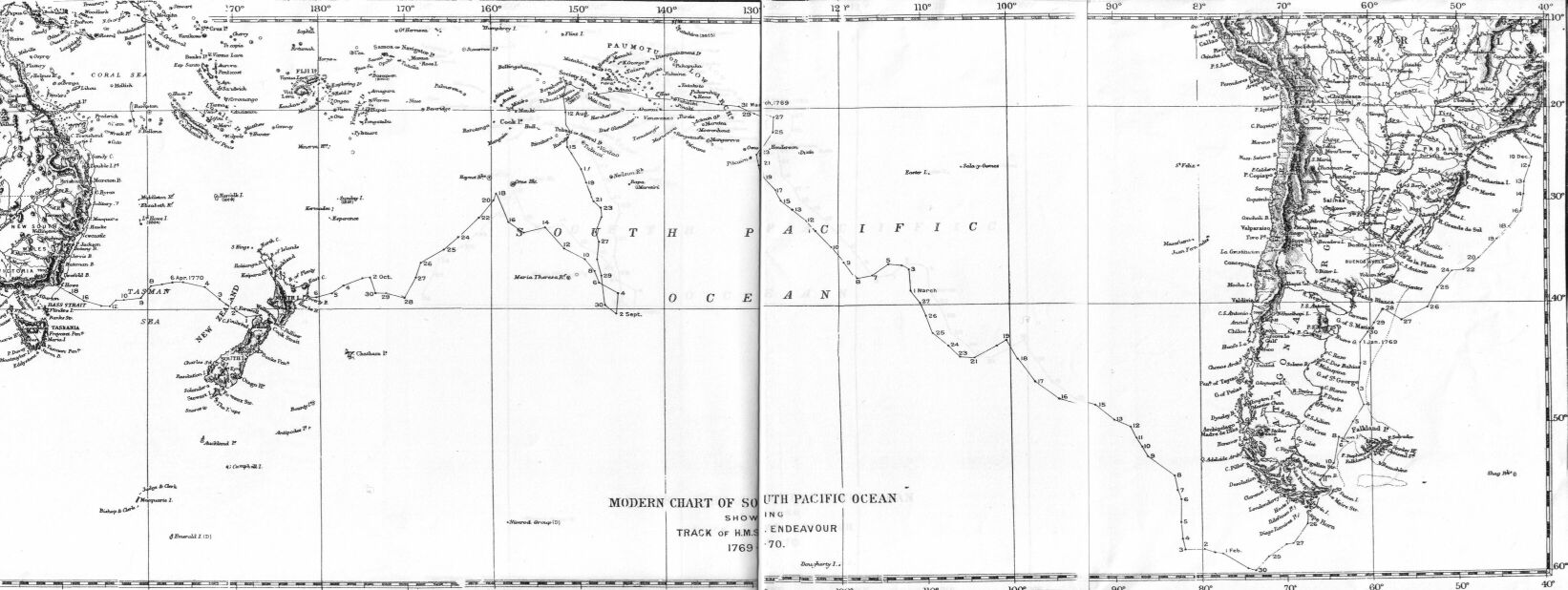
Carte du premier voyage de Cook dans l'océan Pacifique.

Le premier voyage de James Cook fut un tour du monde effectué en deux ans et onze mois sur le trois-mâts carré HMS ou HMB Endeavour. Les missions du capitaine James Cook étaient d'observer le passage de Vénus depuis l'océan Pacifique, puis de chercher des traces de l'hypothétique continent austral Terra Australis.

## HMBEndeavour
L'HMB Endeavour est un trois-mâts carré de 366 tonneaux 105 pieds de longueur et 29 pieds et 3 pouces de largeur. Son effectif était de 94 hommes, dont onze civils et douze soldats ; 38 périrent lors de l'expédition, dont trente de dysenterie ou de malaria. Il y eut également un déserteur.

## Équipage

### Commandant
- James Cook, lieutenant de vaisseau

### Lieutenants
- 1er Zackary Hicks, mort en mer en 1771
- 2e John Gore, promu 1er lieutenant en 1771

### Midshipmen( élèves officiers )
- Charles Clerke, promu 2e lieutenant en 1771
- William Harvey
- James Magra
- Patrick Saunders, déserte à Batavia en 1770
- John Bootie, mort en mer en 1771
- Jonathan Monkhouse, mort en mer en 1771

### 1erMaître
- Molyneux, mort au Cap en 1771

### 2eMaîtres
- John Reading, mort d'ivresse en 1769
- Richard Pickersgill

### Commandant des soldats
- John Edgecumbe, sergent
- May Orton

### Botanistes
- Joseph Banks
- assisté de Daniel Solander
- secrétaire Herman Spöring, mort à Batavia en 1770

### Dessinateurs
- Alexander Buchan, mort à Tahiti en 1769
- Sydney Parkinson, mort en mer en 1771

### Astronome
- Charles Green, mort en mer en 1771

### Chirurgiens
- Monkhouse, mort à Batavia en 1770
- Assistant : William Perry

### Autres
- Tupaia, navigateur et tahu'a polynésien embarqué à Tahiti en 1769, et mort à Batavia en 1770
- Taïata, embarqué à Tahiti en 1769, et mort à Batavia en 1770

## Chronologie
- Le 26 août 1768, l'Endeavour quitte Plymouth et fait voile vers le Finistère.
- Du 13 novembre au 6 décembre 1768, le navire fait sa première escale à Rio de Janeiro (alors capitale du Brésil) puis descend au sud vers la Terre de Feu.
- Du 16 janvier au 20 janvier 1769, l'expédition franchit le cap Horn dans d'excellentes conditions.
- Du 13 avril au 14 juillet 1769, l'expédition fait escale à Tahiti pour observer le transit de Vénus le 3 juin. L'équipage est bien accueilli par les vahinés et leur reine Oberea. Mais, pendant le séjour, les indigènes chapardent beaucoup d'objets dont l'octant. Grâce à son navigateur indigène, Tupaia, l'équipage retrouve cependant la totalité des équipements volés, et on réussit finalement à observer l'éclipse.
- Du 7 octobre 1769 au 1er avril 1770, Cook navigue autour de la Nouvelle-Zélande afin de la cartographier. Il en fait le tour complet en passant par le détroit qui porte son nom (faisant escale dans la baie de la Reine-Charlotte). Il conclut qu'il s'agit de deux groupes d'îles et non de la Terra Australis recherchée[1].
- Du 19 avril au 14 juillet Cook cartographie la Nouvelle-Hollande (Australie). Un débarquement est effectué à Botany Bay (dans l'actuelle Sydney) du 28 avril au 5 mai. L'expédition fait ensuite route vers le sud, passe le détroit de Banks (nommé par Cook en l'honneur de son ami), puis remonte au nord, à point Hicks (nommé ainsi en l'honneur de son premier lieutenant).
- Du 10 octobre au 26 décembre 1770, l'expédition fait escale à Batavia (actuelle Djakarta) à Java pour réparer le navire. Beaucoup d'hommes y meurent de la dysenterie et de la malaria.
- Du 15 mars au 15 avril 1771, l'expédition passe au Cap.
- Le 13 juillet 1771, après deux ans et onze mois, le navire rentre à Plymouth.